# Amanari
Amanari é um distrito do município brasileiro de Maranguape, no estado do Ceará. Segundo o censo demográfico de 2022, realizado pelo Instituto Brasileiro de Geografia e Estatística (IBGE), sua população era de 4 777 habitantes e havia 1 576 domicílios particulares permanentes ocupados.
De acordo com o IBGE, em 2010 a população era de 7 034 habitantes e havia 1 880 domicílios particulares.
Foi criado antes de 1943, quando se chamava Rocinha. Pelo decreto estadual nº 1.114 de 30 de dezembro deste ano passou a se chamar Amanari. Chegou a ser emancipado de Maranguape pela lei estadual nº 6.789 de 20 de dezembro de 1963, porém foi extinto pela lei estadual nº 8.339 de 14 de dezembro de 1965. Foi recriado como distrito pela lei municipal nº 1.074 de 18 de fevereiro de 1991.